# Nguyễn Tiến Linh
Nguyễn Tiến Linh (* 20. Oktober 1997 in Cẩm Giàng) ist ein vietnamesischer Fußballspieler.

## Karriere

### Verein
Nguyễn Tiến Linh ist seit 2016 bei den Profis von Becamex Bình Dương aktiv. Der Verein aus Thủ Dầu Một spielt in der höchsten Liga des Landes, der V.League 1. 2018 gewann er mit Becamex den vietnamesischen Pokal. Das Endspiel gegen den FC Thanh Hóa gewann man mit 3:1. 2024/25 wurde er, zusammen mit Lucão und Alan Grafite, mit 14 Toren Torschützenkönig der Liga.

### Nationalmannschaft
Nguyễn Tiến Linh spielt seit 2018 in der vietnamesischen Nationalmannschaft. 2018 nahm der mit dem Team an der Südostasienmeisterschaft teil. Am Ende des Turniers ging man als Sieger gegen Malaysia vom Platz.

## Erfolge

### Verein
Becamex Bình Dương
- Vietnamesischer Pokalsieger: 2018

### Nationalmannschaft
Vietnam
- Südostasienmeisterschaft: 2018

## Auszeichnungen
V.League 1
- Torschützenkönig: 2024/25  (14 Tore)